# カリウムヘキサメチルジシラジド
カリウムヘキサメチルジシラジド(potassium hexamethyldisilazide、略：KHMDS)は、化学式 ((CH3)3Si)2NK の有機化合物である。カリウムビス(トリメチルシリル)アミド、ヘキサメチルジシラザンカリウムとも呼ばれる。
ビス(トリメチルシリル)アミンのカリウム塩である。

## 調合
テトラヒドロフラン溶媒中で、水素化カリウムとビス(トリメチルシリル)アミンを反応させることで作られる。
{\displaystyle {\ce {{(CH3)3}-Si-NH-{Si(CH3)3}+KH\longrightarrow {(CH3)3}-Si-{N^{-}}-{Si(CH3)3}+{K^{+}}+H2}}}
水によって、水酸化カリウムとビス(トリメチルシリル)アミンに分解される。

## 性質
立体障害が大きいため、求核性が低い。pKaはリチウムジイソプロピルアミドの36より低い26である。室温で固体。引火性が高い。腐食性を示す。

## 用途
アミノ酸のアルキル化不斉合成のような有機合成における試薬として使用される。
ランタノイド錯体の合成。工業的には、ポリエチレンオキシドの重合開始剤。